# Mąkolice (gmina)
Mąkolice – dawna gmina wiejska istniejąca w XIX wieku w guberni piotrkowskiej. Siedzibą władz gminy były Mąkolice.
Za Królestwa Polskiego gmina Mąkolice należała do powiatu piotrkowskiego w guberni piotrkowskiej
Gminę zniesiono w  1868 roku, a z jej obszaru oraz z obszaru zniesionej gminy Bukowie utworzono gminę Woźniki.